# Ignaz von Plener
Ignaz von Plener (ur. 21 maja 1810 w Wiedniu, zm. 17 lutego 1908 tamże) – austriacki polityk, prawnik i urzędnik państwowy, minister handlu (1867–1870) i premier Austrii (1870).

## Życiorys
W latach 1827–1831 odbył studia prawnicze. W 1833 roku na Uniwersytecie Wiedeńskim uzyskał stopień naukowy doktora. 
Pracował jako urzędnik skarbowy w czeskich Egerze i Pradze. Następnie był dyrektorem finansowym w Preszburgu (1851–1857) i Lwowie (1857–1859). Był deputowanym do austriackiej Rady Państwa. W 1867 roku został ministrem handlu w rządzie Karla Auersperga. W 1869 roku został odznaczony Krzyżem Wielkim Orderu Leopolda.